# Karlgeorg Schuster
Karlgeorg Schuster (* 19. August 1886 in Uelzen; † 16. Juni 1973 in Kitzeberg) war ein deutscher Admiral im Zweiten Weltkrieg.

## Leben

### Kaiserliche Marine
Schuster trat am 1. April 1905 als Seekadett in die Kaiserliche Marine ein und absolvierte seine Grundausbildung auf der Kreuzerfregatte Stein. Anschließend kam er an die Marineschule Mürwik und wurde am 7. April 1906 zum Fähnrich zur See ernannt. Nachdem er seine Ausbildung abgeschlossen hatte, erfolgte am 1. Oktober 1907 seine Versetzung auf das Linienschiff Braunschweig sowie am 27. April 1908 auf das Linienschiff Deutschland. Nach seiner Beförderung zum Leutnant zur See am 28. September 1908 kam er drei Tage später an Bord des Großen Kreuzers Gneisenau, mit dem er zum Ostasiengeschwader verlegte. Am 29. August 1910 wurde er dort Oberleutnant zur See. Schuster kehrte am 14. November 1911 nach Deutschland zurück, wurde zur Verfügung der Inspektion des Torpedowesens gestellt und absolvierte eine U-Boot-Ausbildung. Vom 30. Dezember 1911 bis 29. September 1913 fungierte er als Wachoffizier auf dem U-Boot U 4 und in gleicher Funktion anschließend über den Ausbruch des Ersten Weltkriegs hinaus bis 4. Oktober 1914 auf dem Kleinen Kreuzer Straßburg. Darauf wurde er kurzzeitig zur Information auf das Torpedodivisionsboot D 5 kommandiert und vom 3. November 1914 bis 28. Mai 1915 als Wachoffizier auf U 35 verwendet.  Bis 15. September 1916 war Schuster zunächst als Lehrer, dann als Kommandant des zur Unterseebootschule gehörigen Torpedodivisionsbootes D 6 tätig. In der Zwischenzeit hatte man ihn am 16. November 1915 zum Kapitänleutnant befördert. Ende September 1916 nahm er für einen Monat an der Baubelehrung von U 60 bei der AG Weser teil und wurde nach der Indienststellung am 1. November 1916 erster Kommandant des U-Bootes. Unter seiner Führung konnten bis 25. November 1917 insgesamt 35 Schiffe mit 75.400 BRT versenkt werden. Schuster gab dann das Kommando ab und kam ein weiteres Mal an die Unterseebootschule. Dieses Mal als Lehrer und Zweiter Adjutant. Für sein Wirken während des Krieges wurden ihm beide Klassen des Eisernen Kreuzes, das Ritterkreuz des Königlichen Hausordens von Hohenzollern mit Schwertern, das U-Boot-Kriegsabzeichen und das Hanseatenkreuz aus Lübeck sowie von den Verbündeten der Osmanje-Orden IV. Klasse verliehen.

### Reichsmarine
Mit Beendigung des Krieges stand Schuster zunächst zur Verfügung der Unterseebootsinspektion, wurde dann in die Reichsmarine übernommen und im Stab der Marinestation der Ostsee verwendet. Schuster versah vom 23. September 1919 bis 19. Mai 1920 Dienst an Bord des Kleinen Kreuzers Regensburg als Navigationsoffizier und wurde im Anschluss wieder zur Marinestation der Ostsee versetzt. Hier fungierte er als Zweiter bzw. Erster Adjutant. Vom 13. April 1923 bis 3. November 1924 setzte man Schuster als Ersten Offizier auf dem Kleinen Kreuzer Thetis ein und beförderte ihn am 1. Mai 1924 zum Korvettenkapitän. Als solcher kam er im Anschluss als Erster Admiralstabsoffizier in den Stab der Marinestation der Ostsee und verblieb in dieser Funktion bis zum 31. Mai 1927. In der Zwischenzeit war er mehrfach mit der Vertretung des Chefs des Stabes seiner Dienststelle betraut. Vom 1. Juni bis 23. September stellte man Schuster zur Verfügung und versetzte ihn dann bis 30. September 1929 auf das Linienschiff Hessen. Dort wurde er zunächst als Navigations-, dann als Erster Offizier verwendet und am 1. August 1929 zum Fregattenkapitän befördert. Die folgenden beiden Jahre verbrachte er vom 1. Oktober 1929 bis 18. September 1931 in der Flottenabteilung (A II) im Marinekommandoamt der Marineleitung. Ab 19. September 1931 war er als Lehrer bei der Führergehilfenausbildung der Marine tätig, wo er am 1. Oktober 1931 Kapitän zur See wurde.
Vom 27. September 1933 bis 28. Februar 1935 fungierte Schuster als Kommandant des Linienschiffes Schleswig-Holstein, wurde anschließend kurzzeitig zur Verfügung des Chefs der Marineleitung gestellt und gehörte dann der Kommission an, die Flottenverhandlungen mit Großbritannien führte. Diese mündeten in dem Abschluss des deutsch-britischen Flottenabkommens.

### Kriegsmarine
Am 1. Mai 1935 wurde er Konteradmiral und kurze Zeit darauf vom 28. Juni bis 24. September 1935 als II. Admiral der Nordsee (II A d N) eingesetzt. Er fungierte danach bis 31. März 1938 erst als II. Admiral der Ostsee (II A d O), daraus hervorgehend ab Januar 1938 als 2. Admiral der Ostseestation, und war zeitgleich vom 1. Oktober 1937 bis 31. März 1938 mit der Wahrnehmung der Geschäfte des Befehlshabers der Sicherung der Ostsee betraut. Am 1. April 1938 wurde er zum Vizeadmiral befördert sowie zeitgleich zum Befehlshaber der Sicherung der Ostsee ernannt. Zugleich vertrat Schuster vom 3. bis 19. Juni den Chef des Erprobungskommandos für Kriegsschiffneubauten sowie vom 20. Juli bis 3. August 1938 den Kommandanten der Befestigungen der westlichen Ostsee. Schuster war vom 28. Oktober 1938 über den Beginn des Zweiten Weltkriegs hinaus bis 1. November 1939 Inspekteur des Bildungswesens der Marine.
Er kam dann in das Oberkommando der Wehrmacht und wurde dort Chef des Stabes Handels- und Wirtschaftskrieg. Als Admiral (seit 1. Januar 1940) wurde er am 27. Mai 1940 zum Kommandierenden Admiral West ernannt. Diese Dienststelle führte Schuster auch nach der Umbenennung in Kommandierender Admiral Frankreich bis zum 1. März 1941. Vom 4. März bis 3. April 1941 fungierte Schuster als Befehlshaber der vorläufigen Dienststelle Admiral Z, aus der dann die Dienststelle Admiral Südost entstand. Am 30. Juni 1941 erfolgte eine weitere Umbildung, und Schuster wurde nun Oberbefehlshaber des Marinegruppenkommandos Süd. Nachdem er am 19. Februar 1943 das Deutsche Kreuz in Gold erhalten hatte, wurde er am 21. März zur Verfügung des Oberbefehlshabers der Kriegsmarine gestellt und am 30. Juni 1943 verabschiedet.
Schuster wurde als z.V.-Offizier weiterverwendet und diente vom 1. Juli 1943 bis zur Kapitulation der Wehrmacht am 8. Mai 1945 als Leiter der Kriegswissenschaftlichen Abteilung im Oberkommando der Kriegsmarine. Danach kam er in US-amerikanische Kriegsgefangenschaft, aus der er am 23. Mai 1947 entlassen wurde.